# Сара Петерсен
Сара Петерсен  (дан. Sara Slott-Bruun Petersen, 9 квітня 1987) — данська легкоатлетка, спеціалістка з бар'єрного бігу на 400 метрів, олімпійська медалістка, чемпіонка Європи. 

## Виступи на Олімпіадах
| Олімпіада   | Дисципліна                    | Місце     |
| ----------- | ----------------------------- | --------- |
| Лондон 2012 | біг на 400 метрів з бар'єрами | 6 h2 r2/3 |
| Ріо 2016    | 400 м з бар'єрами             | 2         |

## Зовнішні посилання
- Досьє на sport.references.com [Архівовано 11 червня 2017 у Wayback Machine.]